# IHI Corporation
IHI Corporation o IHI Group (sigla di Ishikawajima-Harima Heavy Industries Co., Ltd.) è una multinazionale industriale giapponese, tra le più grandi al mondo, fondata nel 1853 e quotata alla borsa di Tokyo.
In virtù delle sue notevoli dimensioni, è divisa in ben sei business unit, di cui le principali, sono quelle che provvedono a progettare e costruire motori aeronautici (tra cui V2500) e particolari per impieghi aerospaziali, costruzione di navi civili e militari - cantieri IHI-Kure Shipyard - (tra cui Kongō) e strutture per impieghi offshore in campo petrolifero, macchine utensili e sistemi di produzione e cogenerazione dell'energia.
Il nome IHI è spesso stato accostato al campo automobilistico; infatti tra le sue realizzazioni più famose, vi sono i turbocompressori utilizzati per la sovralimentazione dei motori endotermici, prodotti in Italia a Cernusco Lombardone (LC), e in Germania a Ichtershausen dalla IHI Charging Systems International .
IHI è quotata alla Sezione 1 della Borsa di Tokyo.

## Creazione del nome
L'antico nome era semplicemente Ishikawajima Shipyard, e risale addirittura alla fondazione durante il periodo Edo nel 1853. Il nome dell'azienda divenne Ishikawajima-Harima Heavy Industries Co., Ltd. nel 1960, dopo la fusione di Ishikawajima Heavy Industries e Harima Shipyard. La società da allora è stata spesso indicata con la sigla abbreviata IHI, e nel 2007 ha cambiato il suo nome in questa abbreviazione in maniera ufficiale.

## Storia
- 1853 - Durante lo shogunato Tokugawa, nel periodo Edo, viene ordinata la costruzione del cantiere navale di Ishikawajima nel dominio di Mito. Nasce così Ishikawajima Shipyard.
- 1876 - L'azienda viene venduta a Tomiji Hirano diventando la prima azienda privata di costruzioni navali del Giappone.
- 1889 - Fondazione dela Ishikawajima Shipbuilding & Engineering Co., Ltd.
- 1907 - Fondazione di Harima Dock Co. Ltd.
- 1911 - Viene fondata Harima Dock Partnership Company che rileva l'attività della precedente società.
- 1918 - Ishikawajima investe nell'industria automobilistica stipulando una partnership con la britannica Wolseley Motor Company durata fino al 1927.
- 1924 - Viene creata  Ishikawajima Aircraft Manufacturing Co., Ltd.
- 1929 - Spinoff della sezione automobilistica divenuta Ishikawajima Automotive Works (in seguito Isuzu attraverso una serie di fusioni).
- 1945 - Il nome dell'azienda è cambiato in Ishikawajima Heavy Industries.
- 1960 - Costituzione di Ishikawajima-Harima Heavy Industries Co. Ltd. attraverso una fusione di Ishikawajima e Harima.
- 1986 - La società Honda crea il motore turbo RA166E,  che utilizzerà in seguito i turbocompressori di IHI. Si tratta del propulsore più potente nella storia della Formula 1.
- 1995 - Ishikawajima-Harima Heavy Industries e Sumitomo Heavy Industries si uniscono e fondano un'attività di cantieri navali per navi da guerra, creando Marine United Ltd. La Uraga Dock Company è stata l'origine della costruzione navale di Sumitomo Heavy Industries. È stato realizzato da Enomoto Takeaki. Tuttavia, Sumitomo Heavy Industries trasferisce Uraga dock a Yokosuka nel 2003. IHI è stata spostata a una sezione navale a Marine United nel 2002 e cambiò il nome in IHI Marine United Ltd. IHI Marine United è diventata la filiale di IHI nel 2006.
- 2000: Ishikawajima-Harima Heavy Industries acquisisce diverse divisioni aerospaziali e difesa di Nissan Motor, e viene fondata la IHI Aerospace Co. Ltd.
- 2007 - Ishikawajima-Harima Heavy Industries cambia ufficialmente il nome in IHI Corporation, adottando la sigla abbreviata come nome della società.
- 2013 - Fondazione della Japan Marine United Corporation, fondendo la sua unità di costruzione navale, Marine United Inc., con Universal Shipbuilding Corp. di JFE Holdings dopo che la discussione era iniziata nell'aprile 2008.
- 2018 - IHI interrompe la produzione di parti di reattori nucleari per concentrarsi sulla costruzione di parti di aeromobili lasciando Japan Steel Works come unico fornitore giapponese di parti di reattori.

## Attività

### Energia e risorse
- Sistemi energetici
- Impianti di processo
- Stoccaggio dell'energia

### Turbine a gas
- LM2500
- LM6000

### Motori degli aerei
IHI sviluppa, produce e mantiene motori aeronautici, tramite progetti comuni di cui i partner includono GE Aviation, Pratt & Whitney e Rolls-Royce Holdings o la società stessa.

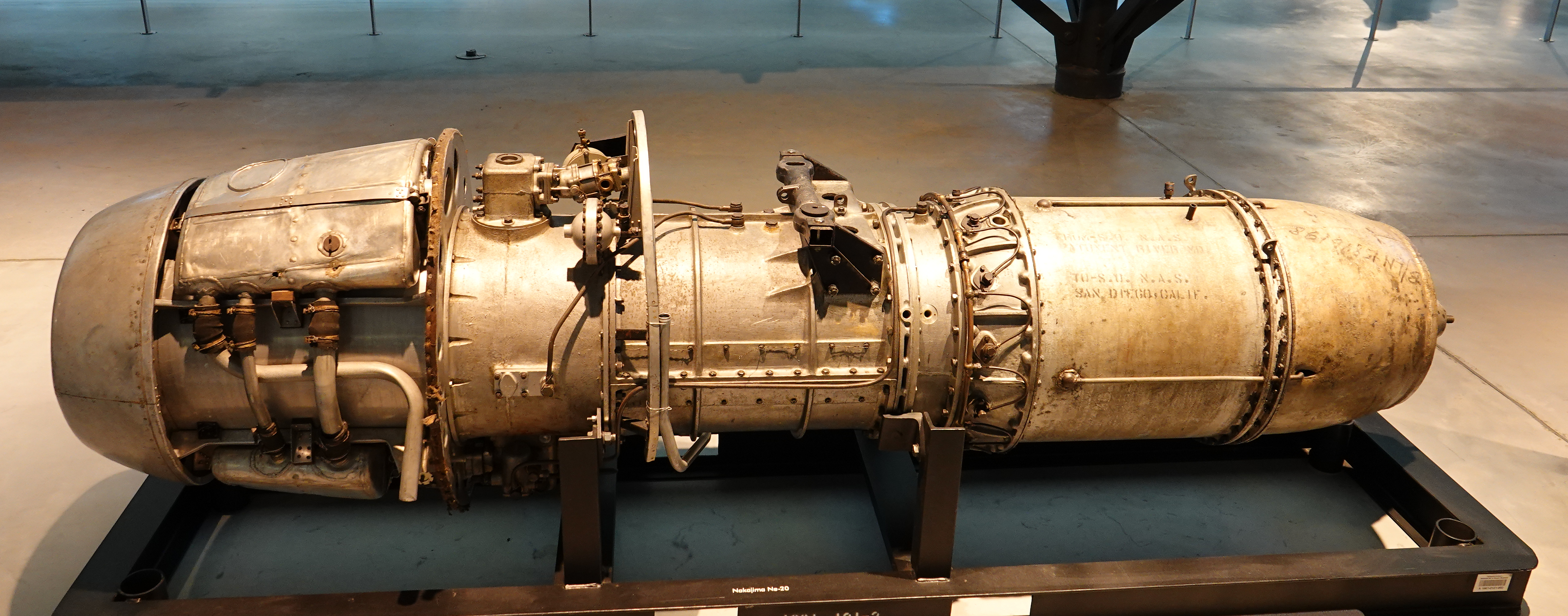
L'arsenale tecnico della Naval Air, Kugisho, ha progettato e prodotto il Ne-20 per il primo aereo a reazione del Giappone in grado di decollare con le proprie forze

#### Sviluppo interno

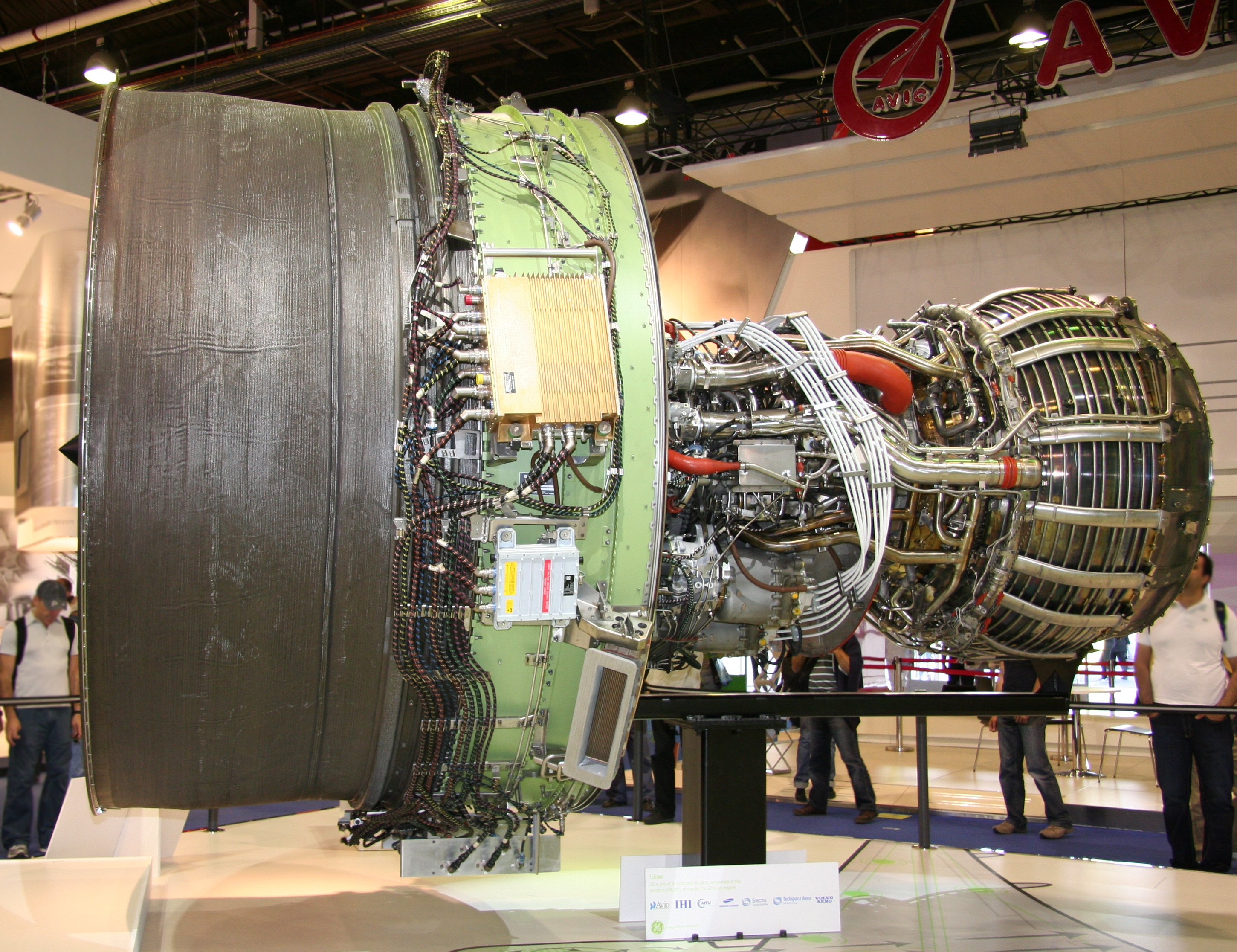
Un General Electric GEnx

- Ishikawajima Ne-20
- Ishikawajima-Harima J3
- Ishikawajima-Harima F3
- Ishikawajima-Harima XF5
- IHI Corporation F7, F7-10
- IHI Corporation XF9

#### Sviluppo congiunto

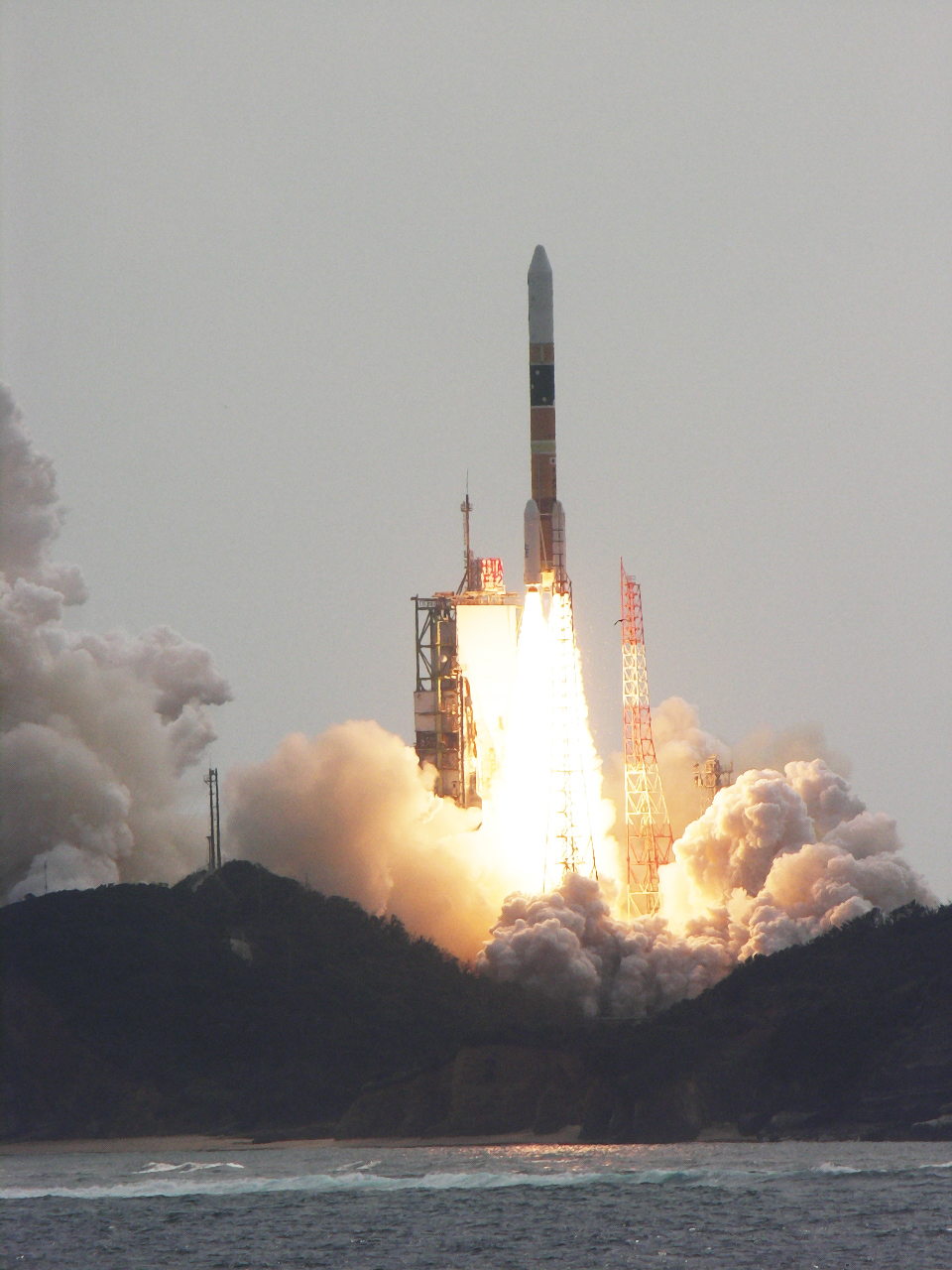
Il H-IIA F12 in partenza

- IAE V2500
- General Electric GEnx
- General Electric GE90
- General Electric CF34
- Pratt & Whitney PW1100G-JM

### Prodotti spaziali
- Razzo sonda di tipo S (S-210, S-310, S-520, SS-520)
- Razzo vettore MV
- GX Launch Vehicle (partner con Galaxy Express Corporation)
- Razzo vettore Epsilon
- SRB-A motore a razzo a propellente solido per i vettori H-IIA/H-IIB
- Motore di apogeo BT-4 alimentato a liquido (utilizzato per Atlas V e Antares)

### Strutture in acciaio
IHI Infrastructure Systems Co. Ltd., una società IHI, progetta e costruisce strutture con telaio in acciaio, ponti e porte d'acqua. 

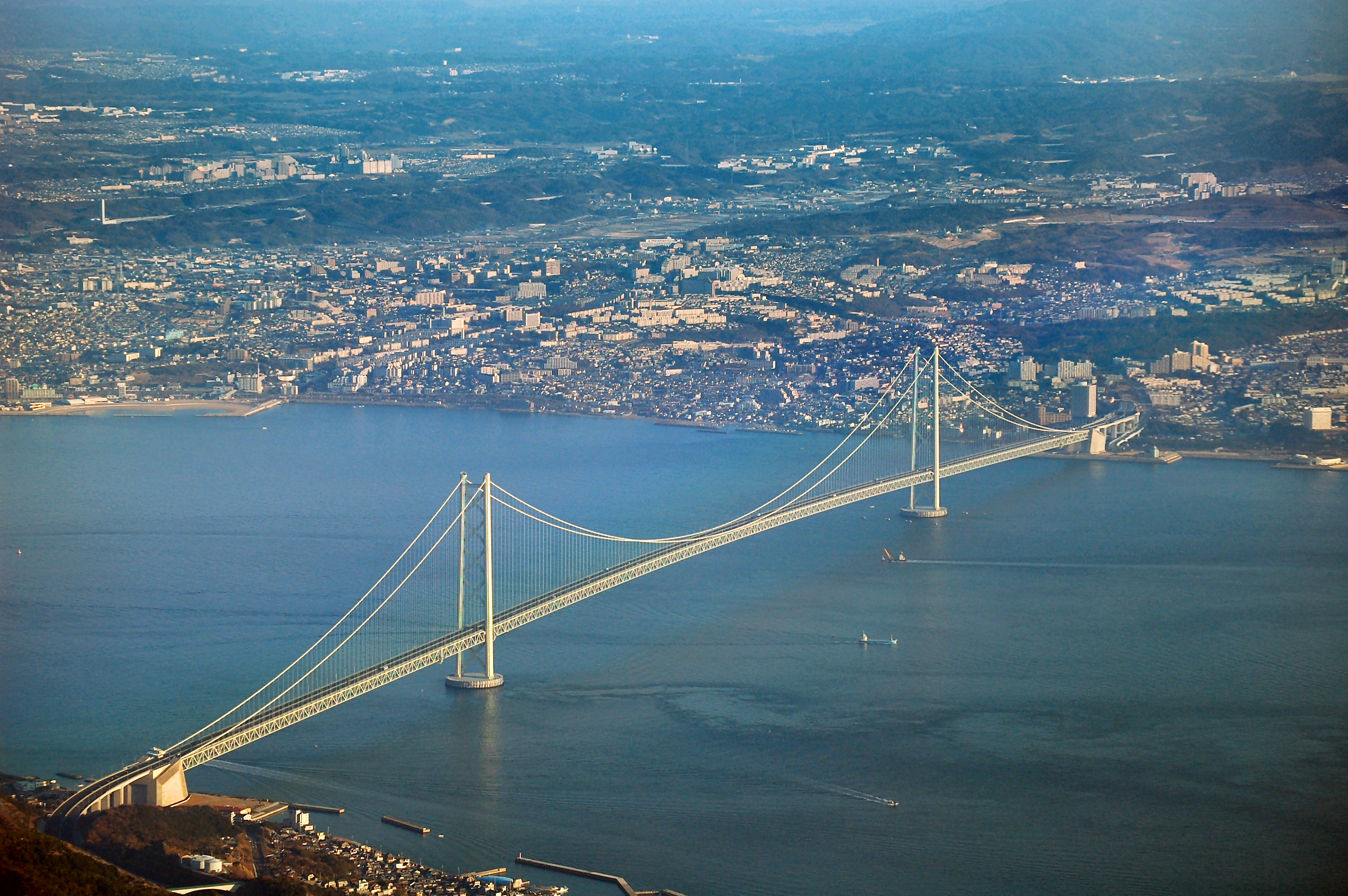
Foto del ponte Akashi a Kobe nel dicembre 2005

#### Ponti
- Ponte Akashi-Kaikyo (Hyōgo, Giappone)
- Ponte Tatara (Hiroshima, Giappone)
- Aqua-Line Baia di Tokyo (Tokyo e Chiba, Giappone)
- Ponte dei Martiri del 15 luglio (Istanbul, Turchia)
- Ponte Bính (Hanoi, Vietnam)
- Ponte Carquinez (California, USA)
- Ponte sullo Stretto di Messina (Messina, Italia)
- Ponte Osman Gazi (Turchia)
- Ponte del Porto di Auckland (Nuova Zelanda)

## Formula 1
Nel 2018 IHI ha firmato una partnership tecnologica con Honda F1 con l'obiettivo di accelerare lo sviluppo dei propri turbocompressori. IHI porterà la sua esperienza in Honda F1 dalla stagione 2019, e l'accordo tra le due società resterà valido per un periodo di due anni.